# Doorluchtige Hoogheid
Doorluchtige Hoogheid is een predicaat dat gedragen wordt door adellijke personen afkomstig uit het regerend geslacht van een vorstendom, niet zijnde een koninkrijk.
In België is de titel in gebruik voor de adellijke prinselijke en hertogelijke families zoals Arenberg, Croÿ, en de Ligne.
In het Nederlandse Koninklijk Besluit van 6 januari 1937 werd "Zijne Doorluchtige Hoogheid Prins Bernhard van Lippe-Biesterfeld" het "praedicaat Koninklijke Hoogheid" verleend.
Het woord is een leenvertaling uit het Latijnse perillustris.

## In Duitssprekende landen
In het Duits is de titel Durchlaucht niet meer officieel tenzij in het Vorstendom Liechtenstein waar de hele vorstelijke familie is daarmee bekleed, en in België (zie hierachter). De titel is echter onofficieel gebruikt voor de leden van de dynastiën die in Duitsland regeerden tot de Eerste Wereldoorlog, of in het Duitse Bond of in Oostenrijk-Hongarije in 1815.

## In België
In België hebben koninklijke besluiten het gebruik toegelaten van de titel (nl) Doorluchtige Hoogheid, (fr) Altesse Sérénissime, (de) Durchlaucht aan de volgende personen of familiën : (alfabetisch gerangschikt)
- Hertogen en prinsen van Arenberg
- Hertogen van Beaufort-Spontin
- Hertogen en prinsen van Croÿ
- Prinsen van Habsburg-Lotharingen die in België wonen
- Prinsen van Lobkowitz die in België wonen
- Hertogen en prinsen van Looz-Corswarem
- Prinsen van Stolberg-Stolberg
- De prins van Waterloo (beter bekend als Hertog van Wellington)

## In andere Franssprekende landen
- In Frankrijk is de titel niet meer gebruikt sinds het einde van de monarchie.
- In Monaco zijn de leden van de regerende familie Altesse Sérénissime benoemd, tenzij als ze een hogere titel zoals Koninklijke Hoogheid door huwelijk hebben gekregen.